# Tsarap
Der Tsarap ist der 158 km lange rechte Quellfluss des Lungnak im Flusssystem des Zanskar im indischen Unionsterritorium Ladakh.

## Verlauf
Der Tsarap entsteht am Gebirgspass Pankpo La. Er fließt in überwiegend nördlicher Richtung. Der Manali-Leh-Highway verläuft ab der Einmündung des Yunan über eine Strecke von 15 km im Flusstal des Tsarap. Der Tsarap passiert die Dörfer Satok und Marshung. Später wendet er sich nach Westen und vereinigt sich oberhalb des Dorfes Char mit dem von Süden heranströmenden Kargiak zum Lungnak. Der abstrom gelegene Flussabschnitt des Lungnak wird gelegentlich dem Tsarap zugerechnet. Der Tsarap entwässert ein 2030 km² großes Areal.